# Neurotrixa
Neurotrixa este un gen de muște din familia Muscidae.

Cladograma conform Catalogue of Life:
| Neurotrixa | \| \| Neurotrixa felsina \| \| \| \| \| \| Neurotrixa marinonii \| \| \| \| \| \| Neurotrixa sulina \| \| \| \| |
|            | \| \| Neurotrixa felsina \| \| \| \| \| \| Neurotrixa marinonii \| \| \| \| \| \| Neurotrixa sulina \| \| \| \| |
|            | Neurotrixa felsina                                                                                              |
|            | |
|            | Neurotrixa marinonii                                                                                            |
|            | |
|            | Neurotrixa sulina                                                                                               |
|            | |